# Esperiopsis crassofibrosa
Esperiopsis crassofibrosa är en svampdjursart som beskrevs av Brøndsted 1924. Esperiopsis crassofibrosa ingår i släktet Esperiopsis och familjen Esperiopsidae.
Artens utbredningsområde är havet kring Nya Zeeland. Inga underarter finns listade i Catalogue of Life.